# Artabotrys vidaliana
Artabotrys vidaliana är en kirimojaväxtart som beskrevs av Adolph Daniel Edward Elmer. Artabotrys vidaliana ingår i släktet Artabotrys och familjen kirimojaväxter. Inga underarter finns listade i Catalogue of Life.